# Caponia simoni
Caponia simoni är en spindelart som beskrevs av William Frederick Purcell 1904. Caponia simoni ingår i släktet Caponia och familjen Caponiidae. Inga underarter finns listade.